# 傷だらけの栄光 (ニール・ヤングのアルバム)
『傷だらけの栄光』（きずだらけのえいこう、Ragged Glory）は、カナダ系アメリカ人のシンガー・ソングライター、ニール・ヤングの20枚目のスタジオ・アルバムであり、クレイジー・ホースとの6枚目のアルバムである。1990年9月10日にリプリーズ・レコードからリリースされた。『傷だらけの栄光』は、2019年のローリング・ストーン誌で歴代36位のグランジ・アルバムに選ばれている。2023年11月に行われたアルバムのライヴ音源は、2024年4月に『Fu##in' Up』としてリリースされた。.

## レコーディング
このアルバムのセッションは1990年4月、ヤングのブロークン・アロー・ランチで行われた。バンドは1日2回、2週間にわたって1セットの曲を演奏し（1セットで同じ曲を繰り返すことはなかった）、その後戻って聴き、ベスト・テイクを選んだ。ヤングによれば、このアプローチは「セッション中に『分析』をゲームから排除し、ホースが何も考えないようにした」のだという。

## 作詞作曲
このアルバムは、『Everybody Knows This Is Nowhere』や『Zuma』で追求されたヘヴィ・ロック・スタイルを復活させている。「Country Home」と「White Line」はどちらも1970年代半ばの曲だ。Everybody Knows This Is Nowhere』同様、このアルバムも長時間のギター・ジャムが多く、2曲は10分以上に及んでいる。1990年10月、ローリング・ストーン誌のジェイムズ・ヘンケとのインタビューで、ヤングは2枚のアルバムを比較している。
「他のどの作品よりもその記録に近いと思う。他とは比べられない。他のレコードではジャムを聴かないから、わざと長いインストゥルメンタルを演奏したかったんだ。最近のレコードでは、ブルースやファンキーな音楽を除いて、自然発生的なものは何もない。かつてのロックンロールにはそれがあった。インストゥルメンタルのパッセージで手を伸ばしたり、のびのびと演奏したりすることがない。僕はそういうことが大好きなんだけど、それがうまくできるのは1つのバンドだけなんだ。フリーダムでは少しやってみた。でも、あのスタイルの音楽はクレイジー・ホースと一緒の方がいいんだ。バンドのように演奏できた。コントロール・ルームにMIDIやシンセサイザー、ドラム・マシーン、プロデューサーや技術者がいて、たくさんのマシンを使って演奏しているわけじゃない。機械では、昔のようなヴァイブレーション・フィーリングは得られない。ただ一緒に演奏し、即興演奏するのが好きなミュージシャンには、そういうことが起こるんだ。そういうことをやっている人はあまりいないと思っていたから、どうしてもやりたかったんだ。そのためにアコースティック・トラックをカットしたんだけど、曲の大半を書いたのと同じ時期に書いたものじゃなかったんだ。フィーリングが合わなかったから外したんだ。面白いことに、1週間で7曲書いたんだ。Farm Aidの2週間前だった。それがアルバムの最後の7曲だ。最初の2曲、「Country Home」と「White Line」は何年も前に書いた曲で、当時はうまくできなかった。そして 「Fuckin' Up 」は、サタデー・ナイト・ライブに出演したフリーダム期の終わり頃に書いた。サタデーナイトライブに出演したとき、ウォームアップの曲として使ったんだ」
「Farmer John」は、R&Bデュオのドンとデューイが作曲・演奏し、ブリティッシュ・インヴェイジョン・グループのザ・サーチャーズやガレージ・バンドのザ・プレミアーズも演奏した1960年代の曲のカヴァーである。ヤングはこのカバーの収録についてこう説明する： 「あれは本当に自然発生的なものだった。ある日、練習しているときに思いついたんだ。練習もレコーディングも同じだからね。テープを回して、いろいろ書き込んでいたんだけど、ちょうどアルバムが完成したところで、このテイクができたんだ」。ヤングは10代の頃、バンドでの最初のライブ・パフォーマンスでこの曲を演奏していた。彼は、即興とライブ演奏への愛を発見したのは、この演奏のおかげだと信じている。ポンチョ・サンペドロはヤングにこう言ったことを覚えている。
「アンタがバンドを始めたばかりの頃にやっていた曲をやろうじゃないか。何か違う曲をゆるくやろう」
そして彼は『Farmer John』を始めた。1回だけ演奏したんだ。そしてレコードに収録された。
「Days that Used to Be」はボブ・ディランの「My Back Pages」にインスパイアされ、同じメロディーを使用している。この曲は『This Note's for You』リリース後、太平洋を航海中に書かれた。
エンディング・トラックの 「Mother Earth (Natural Anthem) 」は、フォークソング 「The Water Is Wide 」のメロディーを使用している。ヤングはファーム・エイドでこのギターを録音し、「古い賛美歌が元になっている。名前はわからないけど、何年も前の伝統的なメロディなんだ。それに手を加えたんだ。違うコードを使ったり、いじくりまわしたりしたんだ。フォークのプロセスだ。もうアコースティック・ギターが見つからないんだ、それが問題なんだ（笑）」
アウトテイクでB面の「Don't Spook the Horse」は「特別な不敬なボーナストラック」として宣伝された。ヤングは『ローリング・ストーン』誌に対し、「アルバム全体を凝縮したものだ。特に僕のことを全然好きじゃないレビュアーのためにね。あれを聴くだけで、必要なことは全部わかるよ」と。
この曲のタイトルは、自分たちが監視されていると感じたり、批判されていると感じたりすると、バンドが神経をすり減らし、気持ちよく演奏できなくなる傾向から着想を得ている。ギタリストのポンチョ・サンペドロは、『ローリング・ストーン』誌の2021年3月のインタビューでこう説明している。
「ジョン・ハンロンが新人の頃、俺たちはアイツのことをまだよく知らなかったんだ。アイツは俺たちのアンプの後ろを走り回って、あらゆるものを見たり、マイクが置かれているアンプの前をチェックしたり、あれこれ見たりしていた、ルームマイクを見たりな。アイツはどこにでもいて、あちこち飛び回っていたから、俺はアイツを 「ザ・フライ」と呼ぶことにしたんだ。翌日、俺たちは曲を演奏しようとしたが、できなかった。前日に始めたことがバラバラになってしまったんだ。そのときブリッグスが言ったんだ。『そりゃ、馬を怖がらせてはいけないよ（Well, you can't spook the horse）』って」

## 反響・評価
| 専門評論家によるレビュー      | 専門評論家によるレビュー |
| レビュー・スコア              | レビュー・スコア         |
| 出典                          | 評価                     |
| ----------------------------- | ------------------------ |
| AllMusic                      | [ 9 ]                    |
| Chicago Tribune               | [ 10 ]                   |
| Encyclopedia of Popular Music | [ 11 ]                   |
| Entertainment Weekly          | A−                       |
| Los Angeles Times             | [ 13 ]                   |
| MusicHound Rock               | 4/5                      |
| Rolling Stone                 | [ 8 ]                    |
| The Rolling Stone Album Guide | [ 15 ]                   |
| Spin Alternative Record Guide | 8/10                     |
| The Village Voice             | A−                       |

カート・ローダーは『ローリング・ストーン』誌に寄せた現代の批評の中で、『傷だらけの栄光』を「ガレージの精神、つまり正確さよりも情熱を追求することの記念碑」と称賛し、「素晴らしい作品」と評している。『ロサンゼルス・タイムズ』紙では、ジョン・ダゴスティーノがこのレコードを「ガレージ・ロック」「45歳のロック・アイコンによる印象的な原始主義」と評している。『ヴィレッジ・ヴォイス』誌の批評家ロバート・クリストガウは、この作品を「永遠の再生、アンダーグラウンドとしてのガレージ、シボレーズとアイデアとしてのギターなど、いくつかの強烈なファンタジーを実現している」と評した。『ヴィレッジ・ヴォイス』誌の毎年恒例の批評家投票「Pazz & Jop」で年間最優秀アルバムに選ばれた。2010年にはローリング・ストーン誌が選ぶ1990年代のベストアルバム77位に選ばれた。このアルバムは、『死ぬ前に聴くべき1001枚のアルバム』という本にも収録されている。
このアルバムから抜粋されたCDシングル『Mansion on the Hill』には、未発表曲 「Don't Spook the Horse」（7分36秒）が収録されている。「ファッキン・アップ」は、パール・ジャムがライヴで頻繁にカヴァーしており、1999年のウッドストックでは、ブッシュがヘッドライナー・セットで演奏した。トロントを拠点とするバンドConstantinesは、ウィニペグで「F*!#in' Up」のヴァージョンをレコーディングした。これは「Our Age」7インチのB面としてリリースされた。2008年11月にリリースした。スコットランドのヘヴィ・メタル・バンド、ジ・オールマイティーはこの曲をレコーディングし、1992年にシングル「Out of Season」のB面（ノーカット・タイトル）として収録した。同アルバムのセッションからのアウトテイク 「Interstate」は、1996年のアルバム『ブロークン・アロー』のアナログレコード盤と、曲 「Big Time」のCDシングルでリリースされた。イギリスのアメリカーナ・バンド、ホワイバーズはこの曲をライヴで頻繁にカヴァーしている。

## 収録曲
特筆なき限り、全曲作詞作曲:ニール・ヤング
| #   | タイトル                                                      | 作詞・作曲                          | 時間  |
| --- | ------------------------------------------------------------- | ----------------------------------- | ----- |
| 1.  | 「Country Home」(カントリー・ホーム)                          |                                     | 7:05  |
| 2.  | 「White Line」(ホワイト・ライン)                              |                                     | 2:57  |
| 3.  | 「F*!#in’UP」(ファッキン・アップ)                             | Neil Young, Frank "Poncho" Sampedro | 5:54  |
| 4.  | 「Over and Over」(オーヴァー・アンド・オーヴァー)             |                                     | 8:28  |
| 5.  | 「Love to Burn」(ラヴ・トゥ・バーン)                          |                                     | 10:00 |
| 6.  | 「Farmer John」(ファーマー・ジョン)                           | Don Harris, Dewey Terry             | 4:14  |
| 7.  | 「Mansion on the Hill」(マンション・オン・ザ・ヒル)           |                                     | 4:48  |
| 8.  | 「Days That Used to Be」(あの頃の日々)                        |                                     | 3:42  |
| 9.  | 「Love and Only Love」(ラヴ・アンド・オンリー・ラヴ)          |                                     | 10:18 |
| 10. | 「Mother Earth (Natural Anthem)」(マザー・アース(自然の讃歌)) |                                     | 5:11  |

| #  | タイトル                  | 作詞 | 作曲・編曲 | 時間  |
| -- | ------------------------- | ---- | ---------- | ----- |
| 1. | 「Interstate」            |      |            | 6:22  |
| 2. | 「Don't Spook the Horse」 |      |            | 7:51  |
| 3. | 「Boxcar」                |      |            | 3:16  |
| 4. | 「Born to Run」           |      |            | 12:13 |

## 参加ミュージシャン
- ニール・ヤング - ギター、ヴォーカル、プロデュース、ミキシング

クレイジー・ホース
- フランク・"ポンチョ"・サンペドロ - ギター、ヴォーカル
- ビリー・タルボット：ベース、ヴォーカル
- ラルフ・モリーナ：ドラムス、ヴォーカル

制作スタッフ
- デビッド・ブリッグス - 制作、ミキシング
- ジャネット・レヴィンソン：アート・デザイン
- ラリー・クラッグ - 撮影
- エリオット・ロバーツ - 演出
- ジョン・ハンロン - 制作（『Smell the Horse』版）、ミキシング、録音、エンジニアリング
- デイヴ・コリンズ、アンドリュー・ヴァストラ、バズ・バロウズ、ゲイリー・ロング、パット・ストルツ、クリス・クッパー、チャック・ジョンソン、ジョン・ノウラン、ハリー・シタム - エンジニアリング
- ティム・マリガン - エンジニアリング、マスタリング